# Sauergemüse

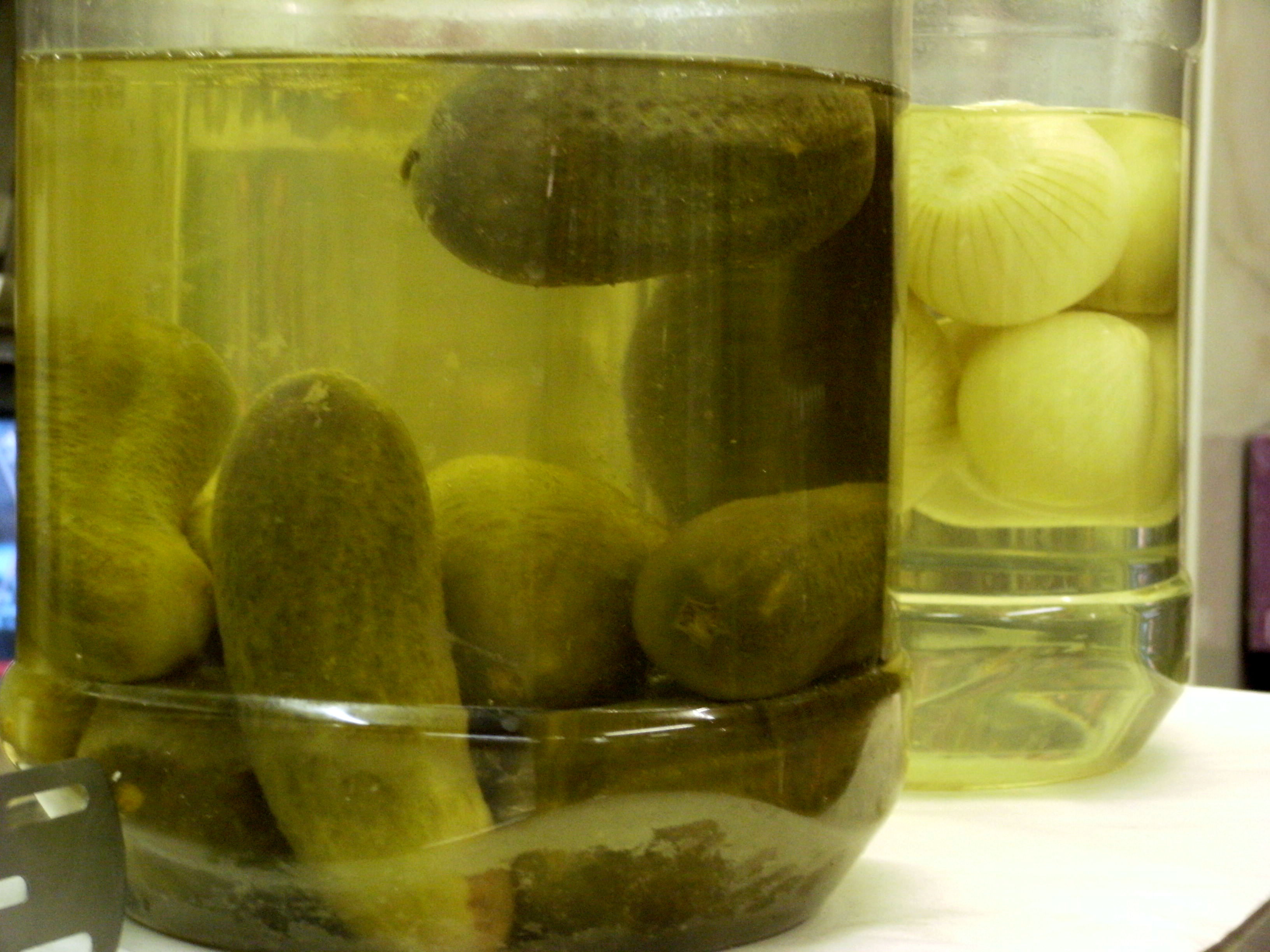
Gläser mit sauer eingelegten Gurken und Zwiebeln.

Sauergemüse bezeichnet sauer eingelegtes Gemüse, das durch Milchsäuregärung oder Essigsud und Salz haltbar gemacht wird.
Durch das saure Einlegen verändern sich Geschmack, Aroma und Konsistenz der Produkte, bei denen es sich auch um Früchte, Eier, Fleisch, Fisch, Käse und andere Lebensmittel handeln kann. In Ostasien wird auch eine Mischung aus Pflanzenöl und Essig zum Einlegen genutzt, eine Vinaigrette.
Im Unterschied zum Prozess des Einmachens werden sauer eingelegte Produkte nicht pasteurisiert oder gekocht.
In der Regel wird ein pH-Wert von unter 4,6 angestrebt. Das saure Milieu unterdrückt die Vermehrung der meisten schädlichen Bakterien und kann die Konserven über viele Monate haltbar machen.
Unterstützend können antimikrobiell wirkende Kräuter und Gewürze wie Senfsaat, Knoblauch, Zimt und Nelken hinzugefügt werden.

## Gärungsgemüse
Die Lebensmittelkonservierung durch Milchsäuregärung ist in Asien und Europa seit Jahrtausenden bekannt. Rohes Gemüse wird zur Fermentation gewöhnlich in 2-prozentiger Salzlake aufbewahrt. Luftabschluss und Salz sorgen für die gewünschte Selektion der Bakterienarten, da Milchsäurebakterien einen anaeroben Stoffwechsel besitzen und bis zu einem gewissen Grad salztolerant sind.
Feste Gemüse werden nach dem Einsalzen gestampft und gepresst, um den Zellsaft austreten zu lassen, der von den Bakterien verstoffwechselt wird. Je nach Feuchtigkeitsgehalt und Konsistenz muss Wasser hinzugefügt werden, um das Gemüse mit Flüssigkeit zu überdecken. Durch das Beschweren mit Steinen wird das eingelegte Gemüse unter der Oberfläche gehalten, um die Bildung von Kahmhefe und Schimmel zu begrenzen.
In diesem Milieu wird die in den Pflanzen enthaltene Glucose über Zwischenschritte von anaeroben Milchsäurebakterien in Milchsäure umgewandelt. Durch Luftabschluss, Salz- und Säuregehalt werden die meisten anderen, vor allem aerobe Bakterien an der Vermehrung gehindert und Fäulnisbildung vermieden.
Je nach Säure-, Salz- und Sauerstoffgehalt sowie Lagertemperatur dominieren verschiedene Mikroorganismen und bestimmen den Geschmack des Endprodukts.
Bei niedriger Temperatur und Salzgehalt überwiegt Leuconostoc mesenteroides und erzeugt neben Milchsäure und Kohlendioxid auch Alkohol und verschiedene Aromastoffe. Bei höheren Temperaturen dominiert Lactobacillus plantarum und produziert Milchsäure. Häufig wird die Fermentation zunächst durch Leuconostoc-Bakterien bestimmt, bis bei steigendem Säuregehalt Lactobacillus überwiegt.
Da bei dieser Konservierungsmethode das Gemüse nicht gekocht wird, bleiben die Vitamine (vor allem Vitamin C) zum großen Teil erhalten. Während des Winters war Sauergemüse lange Zeit eine der wichtigsten Vitaminquellen in Regionen, in denen aus klimatischen Gründen eine ganzjährige Gemüseernte nicht möglich ist. In der Schifffahrt gehörte Sauerkraut seit James Cook zum Proviant, da es die Entstehung von Skorbut verhinderte und lange haltbar war.
Typische milchsäurevergorene Gemüse sind Sauerkraut, Salzgurken bzw. saure Gurken, saure Bohnen und Rüben, Tsa Tsai, Kimchi und Tsukemono. Auch Kürbis, Paprika, Karotten, Rettich und fast alle anderen Gemüsearten werden so konserviert.
Im Laufe des 20. Jahrhunderts hat Gärungsgemüse durch neuere Konservierungsmethoden wie das Einkochen bzw. Eindosen und das Tiefkühlen sowie durch Treibhauskulturen und den ganzjährigen weltweiten Handel mit Lebensmitteln stark an Bedeutung verloren.

## Essiggemüse

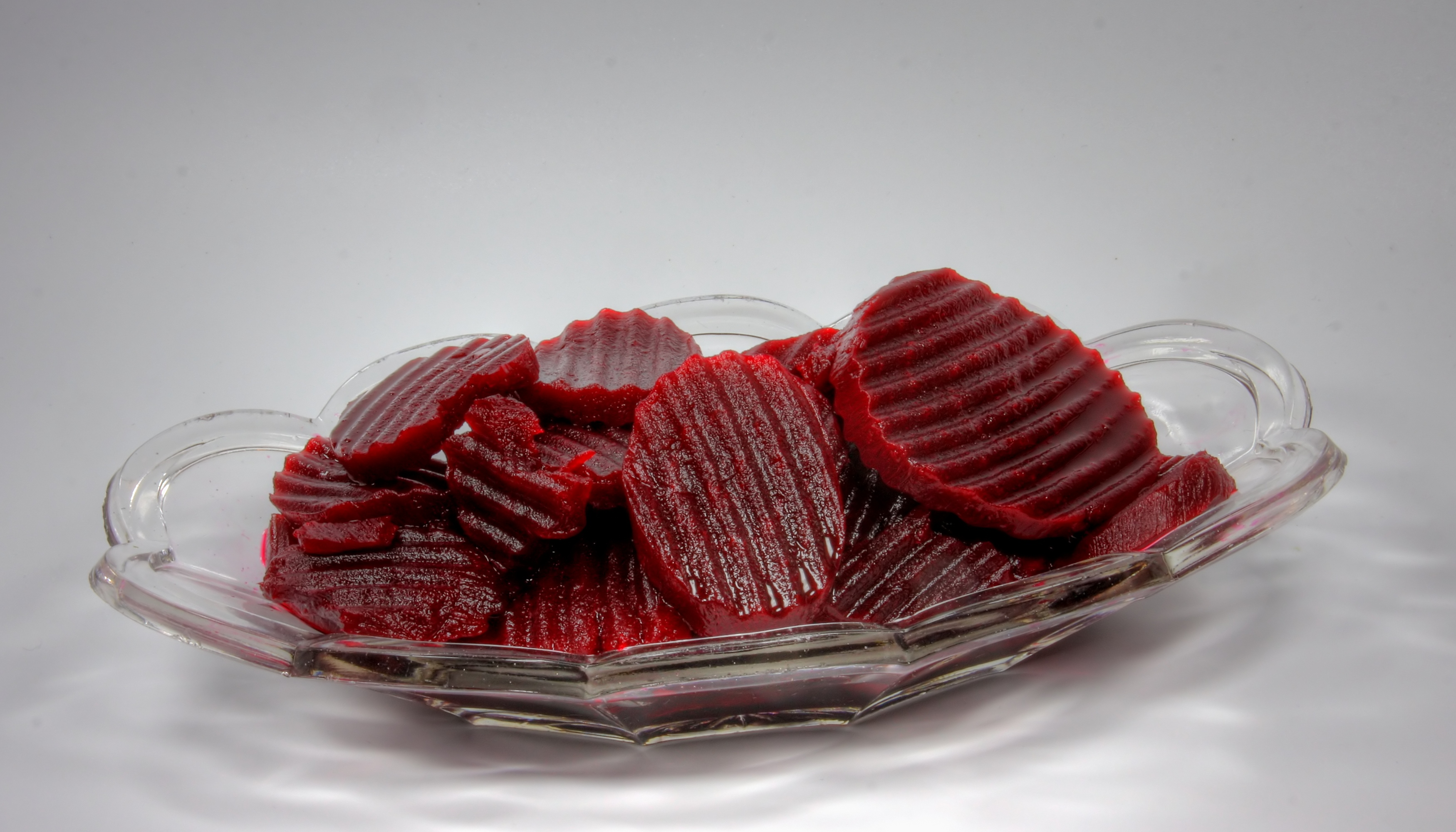
In Rotweinessig eingelegte Rote Bete

Essiggemüse wird in einem abgekochten Sud aus Essigwasser mit Salz, Gewürzen, Kräutern, natürlichen Aromen, Zuckerarten und Süßungsmittel eingelegt, der ohne Gärung konservierend wirkt, solange das Gemüse von der Luft abgeschlossen ist und abschließend pasteurisiert wurde. In der Regel enthält der Aufguss maximal 2,5 % Essigsäure und einen pH-Wert von unter 4,2.
Typische Essiggemüse sind Gewürzgurken, Senfgurken, Rote Beete, Silberzwiebeln und Mixed Pickles. Anders als die vergorenen Gemüse dienen sie nicht vorwiegend als Grundnahrungsmittel, sondern vor allem als appetitanregende Beilagen.